# Carlos Guirao Felices
Carlos Guirao Felices (Barcelona, 23 de febrer de 1954 - 17 de gener de 2012) va ser un músic català. Fou membre de diversos grups musicals, els més coneguts dels quals foren Neuronium, Programa i Cherish Band. A més a més va formar part dels grups FIN, Atlanta, In vino veritas i Gato viejo.

## Biografia

### Els inicis (1970-1976)
Començà a tocar en un grup l'any 1970 amb guitarres clàssiques (Carlos Guirao, Josep Durban i Gustau Serrano) i Manuel Mateos a la percussió. Posteriorment s'afegí Josep Lluís Ferran també a la guitarra, i el grup quedà configurat a l'octubre del 1971 amb Carlos Guirao (guitarra i veu), Josep Durban (bateria), Josep Lluís Ferran (guitarra), Manuel Mateos (percussió i soroll), Gustau Serrano (baix). Al gener del 1972 plegaren del grup J.Ferran i M.Mateos i s'hi incorporà Emili Grau (guitarra i cantant).
La primera actuació va ser el 23 de juny de 1972, per la revetlla de St. Joan, en una festa privada en el barri del Poble Sec. El novembre de 1972 s'examinen per a obtenir el carnet sindical (A.S.A.C.I.V.). La segona actuació va ser el 10 de desembre de 1972, en un centre excursionista en el carrer St. Pere les Tortres (2º Festival Jungfrau), sota el nom d'ATLANTA. I la tercera actuació és el 28 de gener de 1973, a la discoteca "Les canyes" de St. Cugat. Després d'aquesta fita Emili deixa el grup, sent substituït a la guitarra per en Pere Carreras. Amb el nom d' ATLANTA consolidat, es presenten al segon concurs de Rock de Catalunya organitzat per Ràdio Joventut, l'actuació és a la discoteca Trocadero (4a actuació), no ho fan massa bé, fan molt de soroll, però passen la 1a ronda. Després el concurs se suspèn.
5a actuació, l'agost de 1973, també és un concurs, organitzat durant la festa major de Gràcia, en aquesta ocasió són cinc en el grup, ja que s'ha afegit en Carlos Motos (trobat amb l'ajuda d'un anunci) a la guitarra. Tornen a fer molt de soroll, però no tant com els guanyadors, el grup fuego d'en Jordi Bonell. Queden els segons en el concurs (el premi es donava segons l'aplaudiment del públic, quan tocava aplaudir al grup local (en últim lloc, clar) els varen deixar fer fins que van superar el temps de tots els altres). varen rebbre una copa que encara conserva en Pere Carreras.
En Pere Carreras deixa el grup, passen un temps sense fer res, entre altres motius per falta de local d'assaig, entre tant en Carlos i Gustau fan un grup acústic i s'anomenem "Renacimiento". Actuen en un centre excursionista en el carrer Avinyó de Barcelona per la primavera del 1.974 (5a actuació), que no surt massa bé.
Busquen un organista per a suplir la falta de guitarra i posen un anunci. Es presenta Eugeni i gràcies a ell troben un local per a assaig en la vall d'Hebron. En Carlos Motos deixa el grup. En Josep Mª Burguera (amic d'en Carlos) entra a la guitarra, veu i composició. L'organista deixa el grup abans de fer ni tan sols un assaig.
Actuen el 23/6/74 (6a actuació) en una revetlla a la discoteca "Trebol Rojo" a Sta. Perpetua de la Mogoda. És la primera i última vegada que van contractats per un manager, cobren segons les entrades, gairebé no ve ningú. S'anomenen BREMEN'S, senzillament perquè en Pere Carreras els va deixar uns pòsters amb aquest nom de quan ell tocava en un grup amb aquell nom; es nota el canvi amb en Josep Mª i comença a sortir millor. Per segon cop participen en el concurs de la festa Major de Gràcia (7a actuació). És l'agost de 1974, actuen amb el nom "ARGUS". És la primera vegada que gaudeixen de veritat. Els desqualifiquen per passar-se de temps.
A partir d'aquí les coses canvien, volien fer un estil més depurat, entra Alfons Murga (amic d'en Josep Mª Burguera) a la guitarra, veu i composició. En Carlos es converteix en 3a guitarra (comprensiblement no li agrada; de fet ja va passar el mateix a Atlanta quan va entrar en Carlos Motos). Les diferències entre Josep Mª Burguera i Carlos fan que aquest abandoni el grup. El grup que varen formar tots quatre (Josep, Alfonso, Josep Mª i Gustau) es va anomenar FIN.
En Carlos va trobar els companys per formar el grup FORMA (entre ells Jose Maria Ciria). Posteriorment en Josep i Gustau varen tornar a tenir relació amb en Carlos, l'anaven a veure al local d'assaig de FORMA i passaven l'estona amb tot el grup.
Al final del 1.975 es dissol FIN per diferències entre Alfonso i Josep Mª.
El Febrer de 1976 Auxilia prepara un festival, de fet un concurs musical i conviden en Gustau a tocar fora de concurs. En aquest moment el grup no existeix però contacta amb l'Alfonso per fer quelcom. Ell avisa el seu germà Víctor, contacten amb Carlos que està amb el grup Forma i intenten formar un grup. Finalment es reincorpora Josep Mª Burguera. Així es presenten com F.I.N. amb: Josep Mª Burguera (guitarra), Josep Mª Ciria (bateria) de Forma, Carlos Guirao (flauta i sintetitzador), Alfons Murga (guitarra i veu), Víctor Murga (guitarra i veu) i Gustau. Presenten un únic tema "cuelga tus pensamientos" que dura més de 20 minuts i suposa un èxit notable. Es reincorpora Josep Durban. Encara assagen a les presons però a un local més gran.
En el mes de juny actuen en un local del barri Camp de l'Arpa juntament amb el grup Fruint Orquestra. Toquen el seu repertori simfònic (tres peces, però gairebé una hora de música). La setmana següent actuen cada dia a la discoteca "El farol" en el mateix barri i juntament amb Fruint Orquestra. Per primera vegada fan efectes especials (fum, globus…), el seu material ocupa dues furgonetes, és el màxim i també la fi de FIN.
L'octubre de 1976 substitueixen a Josep Mª Burguera (que de fet és de vacances i mai torna) per un organista, Fernando. Amb ell graven un cassete de comiat, el mes de Novembre, amb les peces: "Cuelga tus pensamientos" (25,33 m.), "Bolas de cristal" (11,40 m.) i tres peces més sense nom. Després es dissol el grup.

### Època Neuronium (1976-1982)
Michel Huygen, Carlos Guirao i Albert Giménez formen el grup de música electrònica espanyola més conegut internacionalment, anomenat Neuronium. Possiblement la part més coneguda de la carrera musical de Carlos Guirao va ser de l'any 1976 al 1982. Aquesta època és considerada per la majoria de fans de Neuronium com la millor. Era l'època en què la influència de Pink Floyd es deixava notar a tot Europa. El rock simfònic començava a evolucionar cap a un plantejament més còsmic i planejador, en certa manera, afavorit per l'ús de sintetitzadors i seqüenciadors que obrien pas a una creixent proliferació de la música electrònica.
En aquest context Carlos Guirao, dintre de la seva carrera musical, pubblica el seu primer disc amb el grup Neuronium juntament amb Michel Huygen i Albert Giménez amb l'LP "Quasar 2C361". El tractament que Carlos feia de l'harmonia i les seqüències tenia un caràcter peculiar que va suposar una singularitat en Neuronium. Aquesta marcada personalitat musical va continuar en els següents discos "Vuelo quimico", "Digital dream", "The visitor" i "Chromium echoes" que alguns recorden com la millor etapa de Neuronium.
El programa de Televisión Española "Musical Express" conduït per Àngel Casas, va dedicar un especial a la música electrónica amb la participació destacada de Neuronium en diverses actuacions i entrevistes. En aquesta ocasió Carlos y Michel van tenir l'oportunitat de tocar al costat de Vangelis als estudis Nemo que el mateix Vangelis tenia a Londres. Va ser una sessió d'improvisació memorable que queda com a document videogràfic imborrable en la biografia de Carlos Guirao.
Carlos també va conèixer en aquesta etapa a Klaus Schulze, Santi Picó i Ash Ra Tempel entre altres músics significatius d'aquest moviment. Els seus dots de multiinstrumentista queden paleses amb la inclusió de guitarra acústica i flauta, a més a més dels sintetitzadors. En algunes de les seves composicions també va afegir veus. Carlos publica en solitari l'àlbum "Revelation" (1982) compendi de la seva experiència i que reflecteix fins a quin punt va influenciar, en les seves aportacions musicals anteriors, a l'evolució de la música electrònica del nostre país.
"Revelation" té tots els ingredients que caracteritzen la música electrònica que es feia a Europa en aquella època però amb el seu segell personal que fa que l'obra transcendeixi al marge de modes i del pas del temps.

### Època Programa (1983-1987)

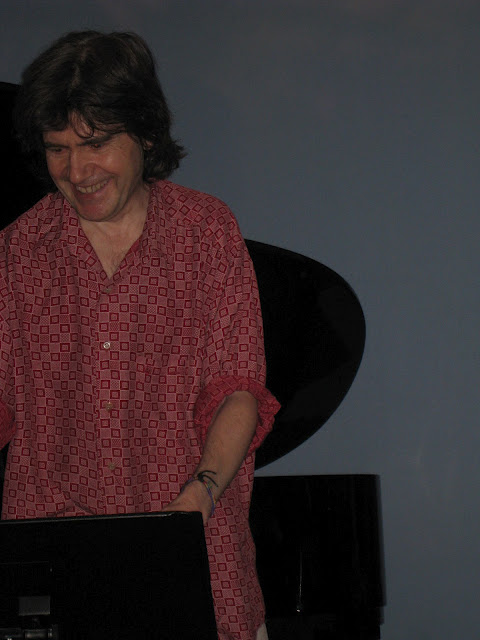
Després del concert a Badalona 27/6/2008

Carlos Guirao i Josep Antoni López (Joseph Loibant) formen el grup Programa. Actuen a diversos programes de televisió com Tocata, Taula de So, Cafe de las Tres.
El grup Programa és conegut per ser el primer a haver actuat per a televisió amb instruments musicals i ordinadors. Existeixen documents videogràfics d'aquestes actuacions. També és conegut per actuar de teloners en els concerts de Stevie Wonder a Madrid (20 d'agost de 1984, Estadio del Rayo Vallecano) i Barcelona (22 d'agost de 1984, Plaza de Toros Monumental).

### Darrers anys
Després de programa va passar pels grups In vino veritas i Gato viejo. Es poden trobar entrevistes d'aquesta època i actuacions en directe per a la televisió catalana City TV. La música de Carlos en aquesta època es va allunyar de l'electrònica i es va apropar a fórmules més convencionals. El seu darrer grup va ser Cherishband.
Sens dubte, els darrers anys de la seva carrera musical van ser els més fructífers. Simultàniament a la participació en el grup Cherishband publica nous treballs en solitari i una altra col·laboració amb el músic Joseph Loibant anomenat "Alchemy". At-Mooss records reedita el primer LP de Carlos Guirao "Revelation" i els CD's "Symphony", "Brumas" i "El vuelo de las almas miticas".

## Discografia
Els discos en que ha participat Carlos Guirao són els següents:
- 1977: Quasar 2C361 (Neuronium)
- 1978: Vuelo quimico (Neuronium)
- 1980: Digital dream (Neuronium)
- 1981: The visitor (Neuronium)
- 1982: Chromium echoes (Neuronium)
- 1982: Revelation (Carlos Guirao)
- 1983: Sintesis digital (Programa)
- 1984: Maxi Impacto-Reunion de amigos (Programa)
- 1985: Acropolis (Programa)
- 1986: Paris Dakar (Programa)
- 2002: A Separate Affair (Neuronium - Vangelis)
- 2005: Pesadillas de un ser viviente (Carlos Guirao, no editat)
- 2008: Ensayos bajo una tormenta (Carlos Guirao, no editat)
- 2010: Symphony (Carlos Guirao)
- 2011: Alchemy (Loibant & Guirao)
- 2011: Brumas (Carlos Guirao)
- 2011: El vuelo de las almas miticas (Carlos Guirao)
- 2012: PubLine (Carlos Guirao concierto en Lleida, no editat)
- 2012: Queda vida.....(Cherish Band)
- 2012: OpRock (Carlos Guirao, no editat)
- 2012: Magics (Carlos Guirao, no editat)
- 2012: Excerpts (Carlos Guirao, no editat)